# Wàgria
Wàgria (en alemany: Wagrien, Waierland o Wagerland) és una regió d'Alemanya, que ocupa el nord-est de Holstein, en l'actual estat de Schleswig-Holstein, que aproximadament correspon als districtes de Plön i Ostholstein. La paraula "Wàgria" deriva del nom d'un antic assentament germànic anomenat Waringer, que després fou habitat per una tribu eslava, una tribu dels lequites anomenada wagris o wagier. Més tard Wàgria fou ocupada pels danesos d'Haithabu i també colonitzada pels alemanys del Ducat de Saxònia. Aquest territori està ple de llegendes de la mitologia vikinga.

## Geografia

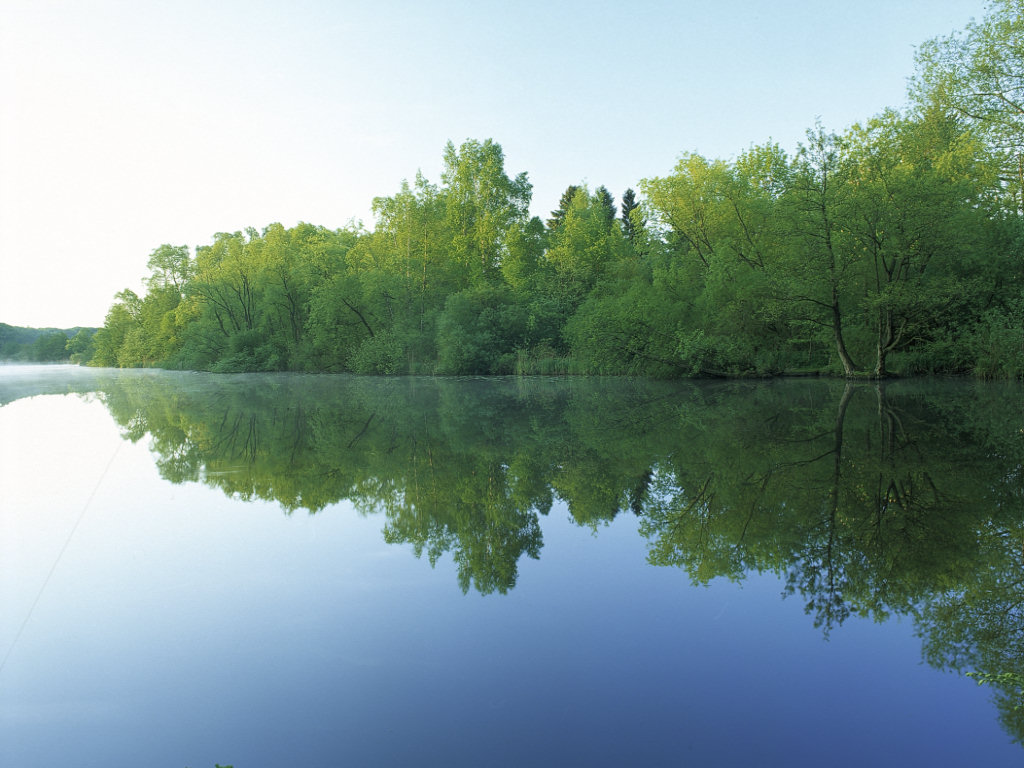
El riu Schwentine, que marca la frontera de Wgria.

La Wàgria de l'edat mitjana, limitava al nord i a l'est per la mar Bàltica, des del fiord de Kiel fins a la badia de Lübeck, i estava delimitada a l'interior pels rius Schwentine i Trave. En l'actualitat es fa servir la paraula Wàgria per referir-se a un territori més limitat, generalment la península d'Oldenburg (Oldenburgische Halbinsel), que pertany al districte d'Ostholstein.
El lloc més elevat d'aquesta península és el Bungsberg, un turó que fa 168 metres.

## Història
El terme Wàgria («territori al costat de les badies») ve de l'idioma dels lequites, una de les llengües eslaves, i no només el feien servir per referir-se a l'actual península sinó a tota la regió entre el fiord de Kiel i la zona entre el curs mitjà del Trave i la seva desembocadura; una paraula que s'ha fet servir data com a mínim des del segle viii. El castell de Wàgria ocupava un lloc central en Oldenburg in Holstein i antigament era anomenat el Castell Vell o Starigard; les seves muralles encara es conserven. Les poblacions més importants de Wàgria eren: Oldenburg, Liubice (en l'actual Lübeck) i Plune (en l'actual Plön).
El 1143, segons el relat del cronista Helmold de Bosau, el comte Adolf II de Schauenburg i Holstein introduí colons germànics, no només procedents dels seus territoris al Holstein i Stormarn, sinó també de Westfàlia i Holland, per tal de convertir aquest lloc en un espai més aprofitat agrícolament, part de l'expansió alemanya cap a l'est produïda en l'edat mitjana: 
«Llavors un nombre incontable de gent de diferents tribus marxà, s'endugueren les seves famílies i possessions i anaren amb el comte Adolf a Wagria a prendre possessió de la terra que els havien promès. Inicialment, als que eren del Holsten se'ls donà l'àrea més acollidora de Segeberg, a la riba del Trave, en la plana del Schwentine i tot des del Schwale fins a Grimmelsberg i el llac Ploen. La contrada a l'entorn de Dargun fou colonitzada per gent de Westfàlia, l'àrea d'Eutin pel duc Dutch i Suesel per la gent de Frísia. La zona de Plön romangué, però, deshabitada. Ell permeté Oldenburg, Lütjenburg i altres zones de la costa que fossin colonitzades pels eslaus, els quals li havien de pagar taxes.»
Tres anys després, coincidint amb la Segona Croada, s'engegà una guerra santa contra els eslaus de Wàgria i altres zones que no s'havien convertit al cristianisme o que ho havien fet i n'havien fet apostasia (croada contra els wends).

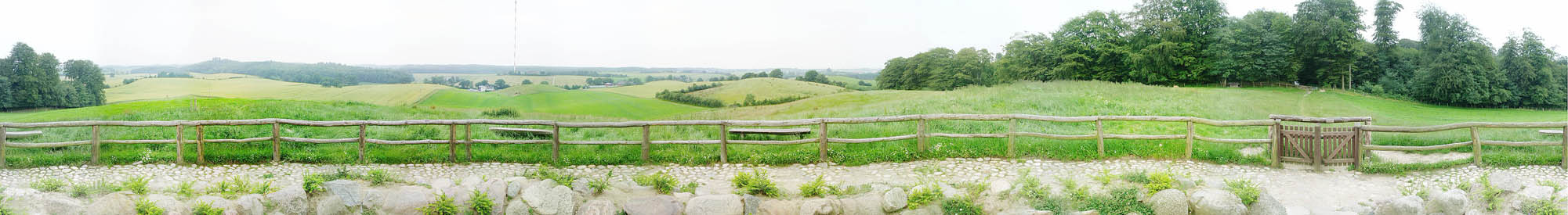
Vista de la península des del turó de Bungsberg.